# Montesa 250 Trial
La Montesa 250 Trial, coneguda també com a Trial 250, fou la primera motocicleta de trial fabricada en sèrie per Montesa. Presentada el mes d'abril de 1967 a l'exposició del sector de la motocicleta del Saló de l'Automòbil de Barcelona i comercialitzada a l'octubre d'aquell mateix any, es tractava d'una rèplica del prototipus amb el qual Pere Pi guanyà poc després el primer Campionat d'Espanya de trial de la història, disputat l'hivern de 1968. Les seves característiques principals eren el motor de dos temps monocilíndric refrigerat per aire de 247,69 cc, bastidor de simple bressol, frens de tambor i amortidors de forquilla convencional davant i telescòpics darrere.
Tot i ser una motocicleta raonablement competitiva, la 250 Trial quedà ben aviat superada pel nou model de trial que llançà Montesa el maig de 1968, la Cota 247, un model que ha passat a la història com un dels més reeixits de la marca i -juntament amb la Bultaco Sherpa T- un dels més populars de la història d'aquest esport. A causa d'això, de la 250 Trial se'n fabricaren només 50 exemplars (dels quals se'n vengueren 44), fet que ha convertit aquest model en el més preuat pels col·leccionistes d'aquesta mena de motocicletes.

## Història
Un cop retirat del motocròs el 1966, Pere Pi es va centrar en la seva feina al capdavant del DID (Departament d'Investigació i Desenvolupament) de Montesa. Per no perdre l'esperit de la competició, de tant en tant participava en algun trial, una disciplina que Francesc Xavier Bultó havia introduït a Catalunya recentment

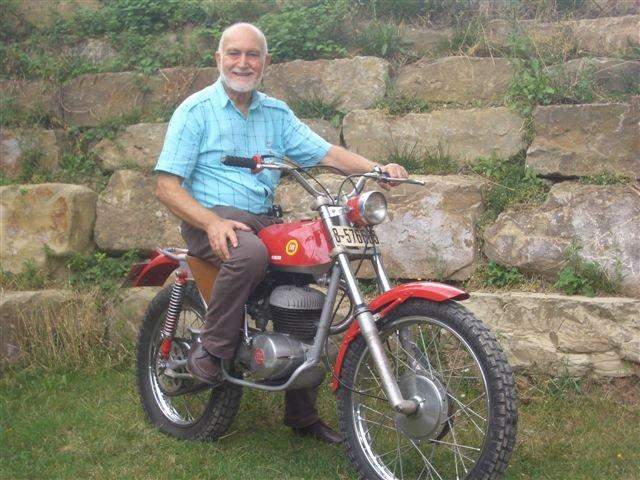
Pere Pi fotografiat el 2011 amb la 250 Trial de 1968

Val a dir que Pi ja havia provat ocasionalment el trial els anys 1960 i 1962, quan participà respectivament en el II Trial de Sant Vicenç de Castellet i el II Trial de Viladrau. Més endavant tornà a participar, com a únic representant de Montesa, en diverses proves promocionals d'aquesta nova disciplina celebrades a finals de 1964 (concretament, en un curset internacional organitzat per la FIM a Grenoble, al I Trial del Tibidabo). En totes aquelles ocasions va fer servir una Impala de motocròs lleugerament adaptada (el 1964, per exemple, a Sant Vicenç de Castellet, l'equipà amb suspensió Earles), però a partir d'aleshores decidí millorar la moto del tot, construint un autèntic prototipus de trial.
Fou una feina feta a estones lliures, entre 1965 i 1966 (durant aquella època aconseguí seva primera victòria en un trial, concretament a Manresa el 1965). Finalment, el 1967 tingué la moto enllestida i aquell mes d'abril fou presentada oficialment en una exposició a Barcelona. Aleshores, Pere Pi decidí de dedicar-se al trial a ple rendiment i, amb aquella moto, començà a obtenir bons resultats en competicions nacionals (durant l'estiu havia participat en uns intensos entrenaments pels voltants de Viladrau). Montesa decidí llavors fer una aposta seriosa per la moto de trial i posà en producció el prototipus, amb el nom comercial de 250 Trial. La seva presentació oficial en competició fou al I Trial de Sant Llorenç, l'u d'octubre de 1967, quedant-hi Pi en tercera posició final.

### 1968, llançament de la Cota 247
A començaments de 1968 es va celebrar el primer Campionat d'Espanya de trial i Pi -encara amb la 250 Trial- va guanyar les tres proves de què constava: la primera a Sagunt (Camp de Morvedre) l'11 de febrer, seguidament el Trial de Primavera a Barcelona (al Tibidabo) i, per acabar, el Trial de Madrid, proclamant-se així campió.
A partir d'aleshores s'inicià a Montesa una frenètica cursa per a desenvolupar una moto plenament competitiva. L'equip responsable, liderat per Pere Pi i Jordi Ros (amb la participació de Leopoldo Milà en l'apartat del disseny), va partir de la 250 Trial: variant la posició del motor, modificant-ne les inèrcies i el cilindre lleugerament, canviant-ne el tub d'escapament i millorant-ne el disseny, el maig d'aquell mateix 1968 tingueren a punt una moto que marcà una època, la Cota 247. Com a principals novetats, el seu nou motor de 5 velocitats, un xassís molt millorat i una estètica revolucionària.

## Característiques

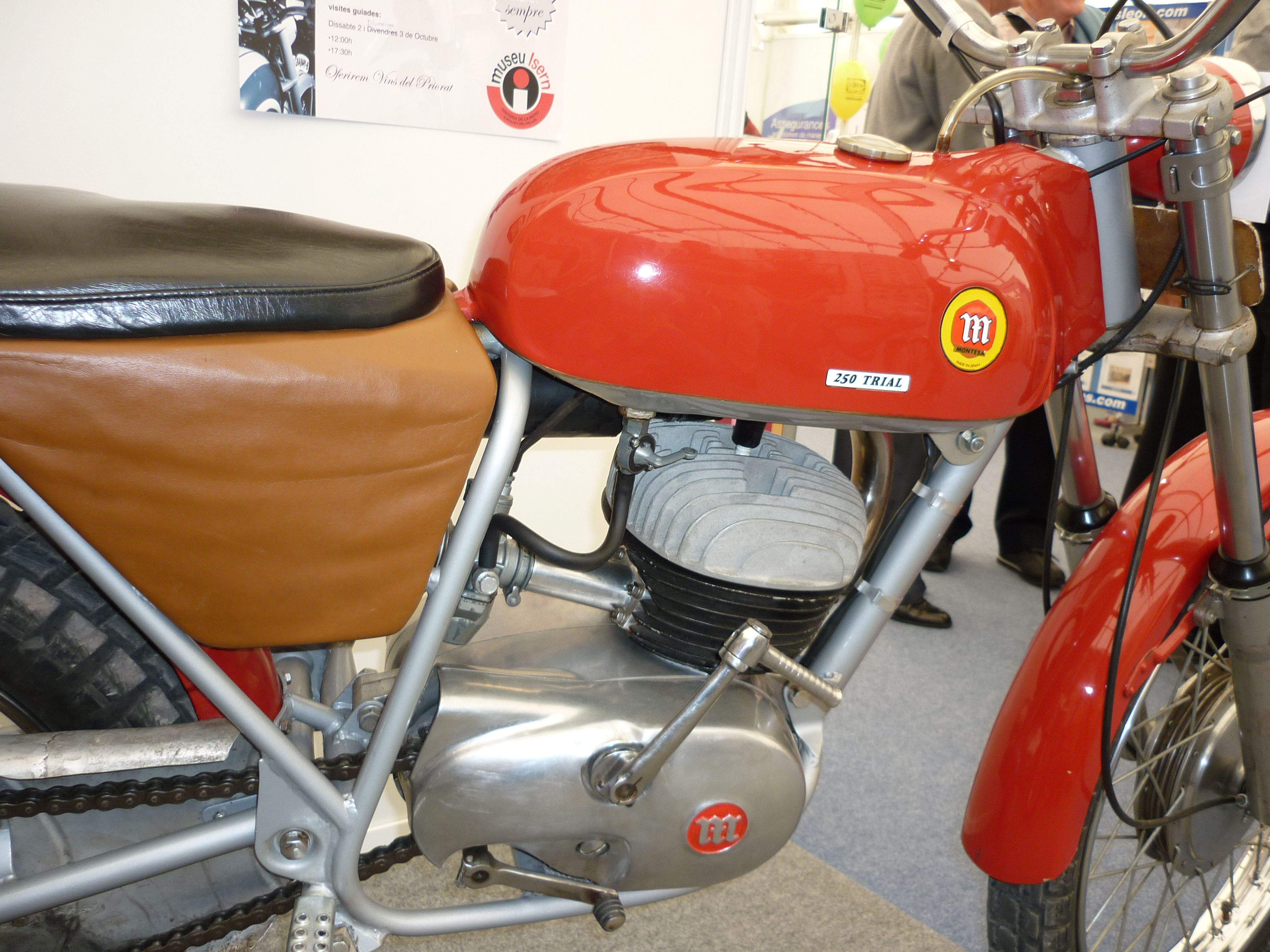
Detall del protector d'escai, dipòsit i motor de la 250 Trial

La 250 Trial anava prou bé però tenia un problema: el motor estava situat uns tres centímetres massa alt. Estèticament, es caracteritzava per la peça d'escai marró (imitació de pell) que cobria els laterals del filtre d'aire i que tenia la finalitat de protegir la cama dels cops. Ja tenia el selló i dipòsit petits, presentant solucions modernes per a l'època.
Els trets més característics de la 250 Trial eren el seu xassís de color gris, el dipòsit vermell, el protector del filtre en imitació de pell, els parafangs de xapa i les llandes de ferro. Els estreps eren plans amb rugositats, per evitar que el peu hi rellisqués, i els tambors de fre eren grossos, de 180 mm.

### Fitxa tècnica
| Montesa 250 Trial  | Montesa 250 Trial             |
| ------------------ | ----------------------------- |
| Id. Model          | 11M                           |
| Núm. Sèrie         | 11M0001 - 11M0044             |
| Anys               | 1967 - 1968                   |
| Unitats            | 44                            |
| CC                 | 247,69                        |
| Diàmetre x Carrera | 72,55 x 60 mm                 |
| Compressió         | 9:1                           |
| CV                 | 19 a 7.000 rpm                |
| Carburador         | Irz 24 mm                     |
| Canvi              | 4 velocitats                  |
| Suspensió davant   | Forquilla telescòpica Montesa |
| Suspensió darrera  | Amortidors hidràulics Telesco |
| Pneumàtic davant   | 3,00 x 21                     |
| Pneumàtic darrera  | 4,00 x 18                     |
| Frens davant       | Tambor 180 mm                 |
| Frens darrera      | Tambor 180 mm                 |
| Pes en sec         | 102 Kg                        |
| Dipòsit            | 8,5 l                         |
| Velocitat màxima   | 100 Km/h                      |